# Алтыбаева, Бахты
Бахты Алтыбаева (1903, Красноводский уезд, Закаспийская область — 5 января 1972, Ашхабад) — советский политический деятель, депутат Верховного Совета СССР 1-го созыва (1938—1946), депутат Верховного Совета СССР 2-го созыва (1946—1950), депутат Верховного Совета СССР 3-го созыва (1950—1954).

## Биография
Родилась в 1903 году в посёлке Гызылсув. Член КПСС с 1927 года.
С 1927 года — на хозяйственной, общественной и политической работе. В 1927—1962 гг. — ткачиха Челекенской хлопчатобумажной фабрики, заведующая отделом Эсенгульского райкома КП(б) Туркмении, заместитель председателя Туркменского совета кооперации, председатель Туркменского республиканского правления профсоюзов, нарком, министр лёгкой промышленности Туркменской ССР, заместитель начальника ВДНХ Туркменской ССР.
Была избрана депутатом Верховного Совета СССР 1-го созыва от Туркменской ССР в Совет Национальностей в результате выборов 12 декабря 1937 года, депутатом Верховного Совета СССР 2-го созыва от Туркменской ССР в Совет Национальностей в результате выборов 10 февраля 1946 года, депутатом Верховного Совета СССР 3-го созыва от Туркменской ССР в Совет Национальностей в результате выборов 12 марта 1950 года.
Умерла в Ашхабаде в 1972 году.